# Christian Høgni Jacobsen
Christian Høgni Jacobsen est un footballeur international féroïen, né le 12 mai 1980 à Runavík. Évoluant au poste de Milieu de terrain ou d'attaquant, il joue notamment au NSÍ Runavík, à Vejle BK et à l'AB Copenhague. Il joue depuis 2012 au B68 Toftir.
International féroïen, Il compte 51 sélections pour 2 buts inscrits.

## Biographie

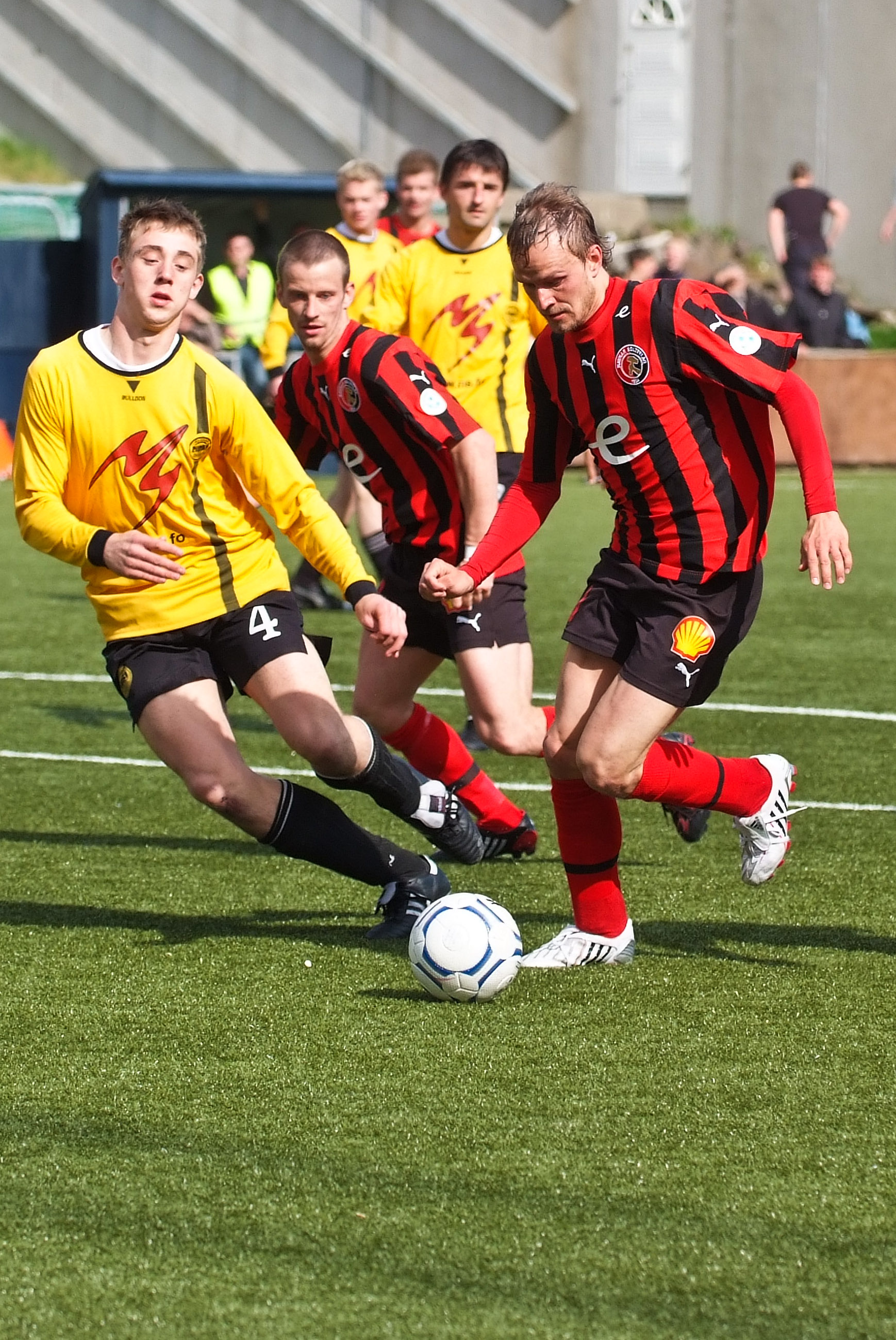
Christian Høgni Jacobsen (à droite) sous les couleurs de HB Tórshavn en 2008

## Palmarès
- Champion des îles Féroé  en 2007 avec NSÍ Runavík.
- Meilleur buteur du championnat des îles Féroé en 2005, 2006 et 2010[3]